# Erdőtelek
Erdőtelek is een plaats (község) en gemeente in het Hongaarse comitaat Heves. Erdőtelek telt 3507 inwoners (2002).